# Maksim Żaunierczyk
Maksim Żaunierczyk, biał. Максім Жаўнерчык, ros. Максим Жавнерчик, Maksim Żawnierczik (ur. 8 lutego 1985 w Soligorsku) – białoruski piłkarz, grający na pozycji pomocnika.
Jego atrybuty fizyczne to 179 cm i 70 kg. Od 2015 występuje w BATE Borysów. Wcześniej występował w klubach Szachcior Soligorsk, BATE, a następnie Kubaniu Krasnodar.